# Neoclytus burmeisteri
Neoclytus burmeisteri är en skalbaggsart som beskrevs av Louis Alexandre Auguste Chevrolat 1862. Neoclytus burmeisteri ingår i släktet Neoclytus och familjen långhorningar. Inga underarter finns listade i Catalogue of Life.